# 슈프림 커맨더
슈프림 커맨더(Supreme Commander)는 크리스 테일러(Chris Taylor)에 의해 개발된 실시간 전략 시뮬레이션 게임(RTS 게임)이다. 2005년 8월 PC Gamer 잡지에 처음으로 토탈 어나이얼레이션의 정신적 후속작으로서 발표되었다. 유럽에서는 2007년 2월 16일에, 미국에서는 2007년 2월 20일, 한국에서는 2007년 2월 21일에 정식 출시되었다.
육해공을 아우르는 다양한 유닛들과 전술과 개개의 유닛 컨트롤보다는 전략과 부대 단위 컨트롤을 보다 강조하고 있으며, 제작자인 크리스 테일러는 역사상 가장 큰 스케일의 RTS 게임임을 강조하고 있다.

## 배경 및 종족
슈프림 커맨더에는 4가지의 종족이 존재한다. 1가지 종족을 빼고는 모두 인간이지만 인류가 나아갈 방향에 대해 서로 대립적인 입장을 가지고 있다.
사이브란과 에이온의 탄생과 함께 일어난 반란으로 지구 제국(the Earth Empire)은 와해되었다. 그 후로 네 종족은 천 년 이상 지속된 끝나지 않는 전쟁을 계속하고 있다.

### UEF (United Earth Federations)
지구 제국의 잔해로부터 다시 성립된 UEF는 일반적인 인간들의 집단이다. 이들은 인류를 다시 하나로 통합시키고 전 은하에 걸쳐 지구의 영향력을 증대시키고자 한다.사이브란과 에이온에 비해 보다 현대적인 사회를 닮았다. 그러나 게임은 이들이 강제적 통합 이데올로기와 심비온트(Symbiont)라 불리는, AI와 뇌를 연결한 사람들을 노예로 부린다는 점 때문에 상대적으로 부정적인 세력으로 묘사하고 있다.
UEF의 주요 유닛은 큰 스플래시 대미지를 가지는 탱크와 곡사포이다. 세 종족 중에 가장 강력해보이지만 화력과 다른 능력에서 단점을 가지고 있기도 하다. 구조물 디자인은 에이온의 외계인 스타일이나 사이보그와 결합된 형태의 사이브란과는 달리 현대 기술에서 유래한 것이다.

### 사이브런 네이션즈(Cybran Nations)
사이브런은 AI를 다운로드한 임플란트로 컴퓨터와 결합된 뇌를 가진 심비온트들로 이루어져 있다. 이 때문에 이들은 보다 빠르고 정확하게 사고할 수 있다. 그들은 심비온트들의 잠재력을 두려워하고 일반적인 컴퓨터 노동을 대신하게 하려는 UEF의 강압적인 통제로부터 자유를 얻기 위해 싸운다. UEF는 사이브런이 계속해서 자연 인류에게 종속되어 봉사할 것을 원하지만 사이브런은 그들만의 사회를 구성하고 인간들에게 종속되기를 거부한다. 이들의 사회는 심비온트 기술을 개발한 천재 브랙만 박사(Dr. Brackman)가 이끌고 있다.
사이브런 유닛들은 사이보그·기계적 스타일을 따르고 있다. 뛰어난 적응력과 스텔스 기능에 집중되어 있고, 다른 것들이 할 수 없는 일들을 할 수 있는 경우가 많다. 특히 사이브런의 디스트로이어 (구축함)(Destroyer)는 배임에도 불구하고 다리를 펴고 땅 위로 천천히 기어올라오는 것이 가능하며, 몽키로드 스파이더봇(Monkeyloard Spider Bot)은 물 속에서 기어가는 것이 가능하다. 그러나 가장 약한 직접 화력과 체력을 가지고 있다. 그 대신 레이저 무기가 주무기이기 때문에 평지에서는 고도의 명중력을 자랑한다.

### 이온 일루미네이트(Aeon Illuminate)
이온은 매우 지능이 뛰어난 외계 종족인 세라핌(Seraphim)이 표방했던 'The Way'의 철학과 발전된 기술들을 받아들인 종교적 성격을 지닌 인간들이다. 평화적이고 관대한 외계인들을 통해 공동체 인식을 배운 그들은 지구 제국의 멸망이 논리적 오판 때문이었다고, 또한 인류의 번영과 평화를 보장하기 위한 유일한 길은 그들과 같은 철학과 과학적 세계관을 가지는 것뿐이라고 확신하고 있다. 다른 인류들을 그들의 방식으로 동화시키는 것이 그들의 주요한 목표이며 이온이라는 단어는 시대(age), 영원(eternity)라는 말로부터, 일루미네이트(Illuminate)는 계몽하다(to enlighten)라는 말로부터 유래한 것이다.
이온은 깔끔하고 은빛을 띠는 외형 디자인을 가지고 있고 에너지 무기를 사용한다. 유닛들의 이름인 Oblivion, Sacred Assault Bot, Harbinger 등은 그들에게 주어진 임무를 상징한다. UEF와 사이브런의 잠수함들이 어뢰 외에도 수면 위에서 쏘는 포를 가지고 있는 것과 대조적으로, 이온 유닛들은 하나의 무기만 사용한다는 특징이 있다.

### 세라핌(Seraphim)(미완성)
세라핌은 인간이 처음 우주로 뻗어나갈 때 발견한 외계인 종족이다 이들은 인간들보다 뛰어난 과학력을 지니고있었고, 강력한 군사력을 보유했지만 전쟁을 원치않았다.(아주 평화적인 세력이었다.) 하지만 인간들의 선제공격으로 인해 모든 세라핌들은 전멸(당한 것처럼 보였다.)되었지만, 슈프림 커맨더의 확장팩 포지드 얼라이언스에서 새롭게 등장하였다.
세라핌은 인간이 보기엔(플레이어를 포함해서) 아주 불균형적인 디자인과 이온과 같은 은빛을 띠고 있으며 '외계종족' 가장 쉽게 떠오를수있는 외형을 가지고있다.
기존 세력과 다른 형태의 유닛들이 상당히 많이있다.(전투기와 폭격기역할을 동시에 수행하는 비행유닛,상대방을 먼거리에서 저격가능한 유닛)
세라핌의 플레이스타일, 운영방식은 좀 더 지켜봐야 알 수 있을 듯하다.

## 게임 플레이

### 자원
토탈 어나이얼레이션이 금속(Metal)과 에너지를 자원으로 사용했다면, 슈프림 커맨더는 물질(Mass)과 에너지를 자원으로 사용한다. 토탈 어나이얼레이션과 비슷하게 현재 생산량, 현재 소모량 개념을 사용하며, 다량의 에너지를 소모하여 물질로 변환하는 Mass Fabricator(토탈 어나이얼레이션의 Metal Maker)라는 건물도 있다.
어느 RTS 게임이나 그렇듯 원활한 자원 수급이 매우 중요하다. 자원이 부족하면 전체적으로 생산/건설 시간이 길어져 상대방이 시간을 벌 수 있게 해주는 셈이 된다. 특히 에너지는 항상 충분하게 유지하여야 에너지를 많이 소모하는 고급 유닛들을 원활히 운용할 수 있다.

### 화면의 확대/축소
화면을 일정 수준 이상으로 축소하면 유닛들이 너무 작아져 잘 보이지 않게 된다. 슈프림 커맨더는 그러한 유닛들을 특별한 아이콘으로 표시해주는데, 공격 유닛, 생산 유닛, 건물, 특수 유닛 등으로 아이콘 테두리 모양이 구분되고, 어떤 형태의 무기를 사용하는지 등에 따라 내부 모양이 바뀐다. 따라서 아이콘만으로 어떤 유닛인지 구분이 가능하다. 축소된 상태에서도 확대되었을 때와 동일하게 명령을 내릴 수 있다.

### 티어
티어는 유닛들의 기술 레벨을 뜻하는 용어로 '테크'라는 말이 더 많이 쓰인다. 게임이 시작되면 커맨더 혼자 놓여있고 이 커맨더는 테크1 건물들 중 공장을 포함한 일부를 만들 수 있다. 테크1 공장에서는 테크1 엔지니어를 만들어 커맨더가 만들지 못하는 다른 테크1 건물들을 지을 수 있다.
토탈 어나이얼레이션과는 달리, 테크2 공장을 별도로 짓는 것이 아니라 테크1 공장을 테크2로 업그레이드하는 방식이다. 그러면 테크2 유닛과 엔지니어를 만들 수 있다. 다시 테크2 공장은 테크3 공장으로 업그레이드되어 테크3 유닛과 엔지니어를 만들 수 있게 된다. 테크4라고 불리는 실험 유닛들은 그 거대한 크기 때문에 공장에서 만들어지지 않고 테크3 엔지니어가 마치 건물을 짓는 것처럼 만들게 된다.
일반적으로 테크가 높은 유닛과 테크가 낮은 유닛들이 붙었을 경우 테크가 낮은 유닛들이 아주 압도적인 숫자를 가지지 않은 이상 당해내지 못한다.

### 보호막
쉴드(Shield)라 불리는 보호막이 있다. 테크2의 이동형 보호막 생성기 차량이나 보호막 생성기 건물이 만들어내는 구형의 장막이다. 유닛 통과에는 아무 지장이 없으나 적군의 미사일, 레이저, 대포 등을 막아준다. (단, 핵미사일은 막지 못하며, 이를 막으려면 별도의 디펜더 미사일 런처가 있어야 한다) 에너지가 조금 부족(에너지 수급 상황이 노란색)하거나 보호막 건물 업그레이드 중일 때에도 상관없이 존재한다. 하지만 에너지가 매우 부족(에너지 수급 상황이 빨간색)하면 보호막이 사라진다.. 보호막 자체의 HP가 있어 일정량 이상의 손상을 받으면 보호막이 사라지고 일정 시간 후 다시 생겨난다. 주로 장거리 곡사포가 기지를 공격하는 것을 막을 때 사용한다.
종족에 따라 범위, 대미지 흡수량, 에너지 소비량이 다르다. 괄호안의 숫자는 보호막의 HP이다

## 에온
테크2에서 테크3 방어막으로 업그레이드가 불가능하다. 방어막의 흡수력(테크2 14000 태크3 21000)이 크고, 전력소모가 적다.

## 사이브런
테크3 방어막이 존재하지 않으며 4번 업그레이드 할 수 있다. 테크를 굳이 업그레이드 하지 않아도 되고, 범위가 넓지만, 약하다.(최종업그레이드(ED5):14000)

## UEF
범위가 넓고 중간정도의 흡수력을 가지고 있다. (테크2 7000 테크3 15000)

## 세라핌
범위와 흡수력이 크지만 전력을 많이 소모하며, 빌드 타임과 가격이 조금 비싸다. (테크2 14000 테크3 24000)

### 건물 붙여짓기
자원 관련 건물이나 공장들을 서로 붙여 지으면 건물들이 서로 연결된다. 게임 상에서는 작은 선이 땅에 그어지는 형태로 보인다. 자원 생산 건물과 공장을 연결하면 공장에서 유닛 생산시 소모하는 자원이 적어지고, 에너지 생성기와 매스 생성기(Mass Fabricator)를 연결하면 매스 생성기가 소모하는 에너지가 줄어든다. 또한 에너지 저장고를 에너지 생성기에 연결하면 더 많은 에너지가 생산되고, 매스 저장고를 매스 생성기나 매스 추출기에 연결하면 더 많은 매스가 생산된다. (이런 시너지 효과는 보통 테크2 이상에서 효과적이다.)
따라서 건물들을 붙여지을수록 자원 활용에서 유리해지지만, 스플래시 대미지가 큰 장거리 곡사포 등에 취약해진다. 특히 매스 생성기는 자신이 파괴될 때 그 폭발력으로 주변의 건물도 쉽게 부서진다.3테크 핵발전소가 파괴될경우 대미지가 매우큰 폭발을 일으키기 때문에 보호막을 함께 건설하는 것이 좋다.

### 엔지니어의 활용
테크 3까지 해당 테크의 건물들을 지을 수 있는 엔지니어 유닛이 존재한다. 이들은 건물을 짓는 것 외에도 몇 가지 기능을 더 수행할 수 있다.
- 도와주기 : 엔지니어에게 일반 유닛들을 대상으로 도와주기(Assist) 명령을 주면 HP가 닳았을 때 자동으로 수리한다. 공장이나 다른 엔지니어를 대상으로 한 경우에는 생산이나 건설을 도와주게 되며 자원이 충분할 경우 자신의 건설 능력만큼 더 빨라진다.
- 정찰하기 : 엔지니어들을 나무가 많은 곳이나 돌이 많은 곳에 정찰시켜두면 자원이 부족할 때 알아서 흡수(reclaim)하여 자원으로 만들어준다. 또한 근처에 건설/생산 중인 유닛이 있으면 도와주기도 한다. (토탈 어나이얼레이션에서는 흡수 기능이 자동으로 되지 않아 일일이 찍어주어야 했다)

토탈 어나이얼레이션과 달리 엔지니어가 물 위에서도 이동 속도의 저하 없이 이동이 가능하며 수상/해저 건물들을 모두 지을 수 있다. 단, 비행기로만 이동 가능한 지역은 수송선으로 실어다 날라야 한다.
(바다의 절벽 등은 수송기로 날라야한단 말이다...)

### 수송선의 활용
토탈 어나이얼레이션과 달리 하나의 수송선이 여러 개의 유닛을 실을 수 있게 되었다. 새로이 추가된 기능으로는 'Ferry'라는 것이 있는데, 현재 수송선이 있는 곳과 Ferry 기능으로 찍은 지역을 왔다갔다하며 자동으로 유닛을 실어 날라준다. 현재 수송선이 있던 곳에는 Transport Beacon이라는 작은 마크가 생기는데, 지상 유닛들을 이곳에 이동하도록 하면 수송선이 알아서 날라주고, 공장의 랠리포인트를 그 마크에 찍어둘 수도 있다. 또한 다른 수송선들에게 이 마크를 도와주라는 명령을 내리면 여러 대가 함께 날라주게 된다.

### 커맨더 업그레이드
공장이나 보호막 생성기 업그레이드와 비슷하게 커맨더도 업그레이드가 가능하다. 커맨더의 왼쪽 팔, 오른쪽 팔, 몸체 부분별로 종족마다 다른 업그레이드 옵션이 있다. 스텔스 기능, 텔레포트 기능, 전술핵 발사 기능, 테크2/테크3 실험유닛 건설 기능 등이 있다.

### 실험 유닛
각 종족 별로 테크4에 해당하는 실험 유닛들이 있다. 상대방이 같은 급의 유닛을 가지고 있지 않을 경우 1~2대만으로도 게임을 끝낼 수 있는 정도의 파워를 가지고 있지만 생산하는 데 드는 자원과 시간이 매우 크다. 따라서 여러 개의 엔지니어로 만드는 것이 보통이다. 하지만 여러 개의 엔지니어가 만들 때 빠른 만큼 자원 또한 어마어마하게 소모되므로 정확한 계산 후에 할 것을 필요로 한다.

#### UEF
- Fatboy : 3연장 장거리포(전함의 주포)x4개, 2개의 대공포와 어뢰, 근접용 기관총(?), 자체 유닛 생산 시설을 갖춘 이동형 요새이다. 수륙양용이고 구형 쉴드를 가지고 있으며 사거리가 매우길다. 그러나 다른 종족의 실험유닛에 비하여 체력이 낮고 이동속도가 느리기 때문에 전략 폭격기나 다른 실험유닛들에 의해 죽는 경우가 있기 때문에 주의가 필요하다.
- Atlantis : 4문의 어뢰 발사기와 4문의 지대공 미사일이 탑재되어 있는 잠수함인 동시에 비행기를 200대까지수납할 수 있는 거대한 공간을 보유하고 있는 항공모함의 역할을 하는 잠수 항공모함이다.
- Mavor : 초장거리 지원사격형 대포. 명중률이 매우 높아 완성되면 절대 승리라 해도 과언이 아니다. 하지만 제작 시간이 매우 길며 엄청난 자원이 소모된다.
- Novax Center : 위성 무기 관제 시스템. 파란 레이저를 지상으로 발사하며 초당 150대미지를 주며 20초간 총 3000의 대미지를 준다. 위성자체를 파괴시키는 건 불가능하며 관제 센터가 파괴되어야지만 위성도 추락하게 된다.

(관제센터에 공병이 밀집되어 있으므로, 양자 관측기로 위치를 확보한후 핵을 날려보자.)

#### 사이브란
- Monkeylord Spider Bot : 사이브란의 주력 실험유닛이다. 가격도 싸며 이동속도도 어느 정도 빠르며 공중공격, 특히 강력한 지상공격력을 가지고 있고 자체 스텔스를 가지고 있기 때문에 기습에 적합하다. 체력이 4만5천이라는 점에서 전략 폭격기나 3Tech 건쉽의 숫자가 조그만 있다면 금방 죽어버리지만 준비가 되어있지 않으면 순식간에 기지가 박살나거나 사령관이 암살되므로 상대방의 입장에선 난감한 부분이 된다. 가격대 성능비가 상당히 좋은 실험유닛이라 할 수 있다. 밟아서 대미지를 줄 수 있다.
- Scathis : 대구경 속사포. 이동이 가능한 자주포이며 사격을 시작하게 되면 가운데의 연근같은 부분이 펼쳐지면서 포신으로 바뀐다. UEF의 Mavor와 같은 가격이며 사거리 또한 같지만 속사포이기 때문에 명중률이 극도로 낮으며 대미지또한 훨씬 낮다. 그러나 발당 포격범위가 커서 넓은곳에 대미지를 주기 때문에 본진 초토화는 시간문제이며 심리적으로도 압박이 큰 편이다.
- Soul Ripper : 초거대 건쉽이다. 강력한 로켓과 미사일을 사정없이 퍼부으며 대공미사일 또한 가지고 있고 공중유닛중에선 가장 많은 체력을 가지고 있어서 쉽게 접근하기가 힘들다. 그러나 3Tech 전투기들의 숫자가 있다면 맥없이 추락하는 경우가 있기 때문에 제공권을 먼저 잡은 뒤 만드는 것이 좋다. 건쉽은 건쉽공격으로 서로를 공격하기 때문에 3TECH 건쉽에게는 강하지 않다.
- Megalith : 4개의 거대한 발을 가지고 있으며 4문의 입자캐논(지상용), 대잠어뢰용 발사기가 있으며 어뢰방어용 플레어가 있고 대공 고사포를 무장한 거대한 이동요새유닛이다. 내구도는 전종족 통틀어서 가장 많은 내구도를 보유하고 있다(11만). 주포의 위력은 상당하나 범위가 좁기 때문에 다수를 상대하기보다는 타종족 실험유닛을 상대할 때 강력하며 바다로도 잠항이 가능한데 어뢰공격또한 상당히 강력하다. 하지만 가격이 비싸기 때문에 만들기가 어렵고 시간이 많이 걸린다. 몸집이 크기 때문에 전략 폭격기에 노출이 쉽게 되므로 주의를 요한다. TECH3까지의 유닛을 생산하는 알을 만들 수 있다. 밟아서 대미지를 줄 수 있다.

#### 에이온
- Czar : 공중요새. '짜르'라고 부른다. 영화 인디펜던스 데이에 나오는 UFO를 연상시키는 거대한 비행접시이다. 중앙에선 강력한 양자빔이 발사되며 적 커맨더를 5초만에 암살시킨다. 대공미사일을 가지고 있으며 비행기까지 생산 및 150마리까지 동시에 수리,수납이 가능하다. 추락시 밑에 있는 유닛들은 15000의 추락 대미지를 입게 된다.
- Galatic Colossus : 체력 99999을 가지고 있으며 경험스탯(?)이 5개 모일경우 체력이 129998로 늘어나는 무시무시한 유닛. 초당 대미지 2500의 강력한 페이즈빔과 유닛을 끌어당겨 파괴시키는(ACU,sACU,실험유닛,비행기,배는 불가능) 두 팔로 전장을 휩쓰는 강력한 전투유닛이다. 역시 커맨더를 5초만에 암살하지만, 공중공격에 대해선 방어가 불가능하므로 전략 폭격기나 건쉽에 쉽게 당하므로 공중대비가 필요하다. 밟아서 대미지를 줄 수 있다.
- Tempest :에이온의 잠수 전함 유닛. 부상해있을 때에는 Tech2까지의 수상 유닛 , TECH3엔지니어생산 가능한 이동식 조선소로도 활용 가능하다. 상부에 달린 오블리비언 야포가 주 무기이다(부상 시, 발당 대미지 6000) 부 무장으로는 어뢰를 발사하며 방어용어뢰도 발사한다.
- Paragon : 막대한 양의 자원을 생산해내는 실험용 자원생산건물이다. 자원이 부족할때만 생산한다. MASS+20 ENERGY+1000에 맞춰서 생산한다. 생산 한계는 MASS+10000 ENERGY+100000이다. 만

들기까지는 많은 시간(ACU, SACU는 27분 테크3 엔지니어는 2시간 18분:139.00분이라고 표기되어 있다.) 과 자원을 필요로 하며 파괴될시, 핵폭발을 일으키게 되어 주변을 쑥대밭으로 만들어버리므로 주의가 필요하다.

#### 세라핌
- Ahwassa(전략폭격기) : 거대한 전략 폭격기. 넓은 범위에 11000의 피해를 입혀 초토화 시킨다. 자원이 많이 들고 생산시간이 길지만 뛰어난 성능이 이를 보장한다. 하지만 제공권이 완전히 잡히지 않았을경우 3Tech 전투기들에게 금방 잡혀버릴 수 있으므로 주의하자. 제공권을 어느정도 장악했다면 적 기지를 순식간에 초토화시킬 수 있다.
- Yolona Oss(전략핵발사대) : 100만이라는 어마어마한 공격력을 자랑하는 세라핌의 전략 미사일. 일반 핵과는 달리 핵 자체 가격이 매우 싸기 때문에 1분에 한기씩 생산되며 핵요격미사일(Anti-Nuke)로 2발을 맞춰야만 막을 수 있다. 발사대에 최대 한기씩만 장전하므로 완성될 때마다 사용해주어야 한다. 건설비용이 모든 종족가운데 가장 비싸며 완성에도 가장 오랜 시간이 걸리기 때문에 실질적으로 사용이 거의 불가능하다. 방어를 위해서는 어시스트 없이 안티 뉴크 8개가 필요하다.
- Ythotha(강습로봇) : 세라핌의 강력한 2족보행 실험 로봇. Galactic Colossus와 마찬가지로 전투만을 수행하며 공격력은 Galactic Colossus를 능가한다.다만 주무기인 손의 초코볼이 잘 맞지 않아 움직이며 싸우면 갤러틱 콜로서스에게 진다. 대공포가 있긴 하나 전략미사일이나 대규모 건쉽공격을 막기에는 벅차기 때문에 공중유닛의 지원이 어느정도 필요하다. 죽으면 미확인 잔류 에너지를 남기고 죽는데 일정 시간동안 아군과 적군을 가리지 않고 주변을 돌면서 피해를 입히므로 단독으로 행동해야 할 경우가 많다.

## 주요 기능
토탈 어나이얼레이션의 특징들을 많이 닮았는데 이는 제작자인 크리스테일러가 토탈 어나이얼레이션의 정신을 계승한 것이라고 언급한 바가 있다.
- Shift 키를 이용한 무한 예약 명령. 아무 유닛도 선택하지 않은 상태에서는 모든 유닛들의 예약 명령을 볼 수 있고 마우스로 드래그하여 실시간 위치 변경이 가능하다.
- 자유로운 확대/축소 기능. 미니맵 화면이 제공되기는 하지만, 마우스 휠을 스크롤하여 맵 전체가 다 들어오는 상태와 커맨더 하나가 한 화면에 들어오는 상태를, 중간 단계를 거치며 매우 빠르게 전환할 수 있다.
- 듀얼모니터 및 듀얼뷰 지원. 두 개의 모니터를 사용하여 한쪽은 축소화면을 한쪽은 확대화면을 보는 것이 가능하다. 하나의 모니터일 경우에도 Home/End 키를 이용하여 화면을 분할하여 볼 수 있다.
- 매우 높은 수준의 사용자 정의(Customizing)가 가능한 게임 환경. 특히 modding을 공식적으로 지원하며 게임을 시작할 때 어떤 모드를 사용할 것인지 고를 수도 있다. 아직 공식적인 개발 도구들은 공개되지 않은 상태이지만, 내부적으로 lua 스크립트 언어를 사용하고 있다.

## 오리지널 캠페인
각 종족별로 6개씩, 총 18개의 오퍼레이션(다른 게임에서 흔히 미션이라고 하는 단위; Operation)이 있다. 일반적인 게임들에 비해 적은 수이지만 실시간으로 추가되는 임무 목표와 맵의 확장으로 인해 하나의 오퍼레이션이 상당한 시간을 요구한다. 이 오퍼레이션들의 목표는 끝없는 전쟁을 끝내는 것이다.

## 확장팩 캠페인
총 6개의 오퍼래이션이 이있다.
오리지널에 비해 난이도와 스케일이 커졌다. 오퍼레이션의 목표는 세라핌의 공격으로부터 이겨내고 세라핌들이 지구에 만들어낸 양자 리프트를 없에는 것이다.

## 시스템 요구 사항

### 최소 사양
- Microsoft Windows XP Service Pack 2, Windows Vista
- 1.8 GHz CPU
- 512 MB RAM
- 8GB의 하드디스크 여유 공간
- 128MB 이상의 비디오 메모리
- Video card must support geometry instancing
- December 2006 release of DirectX 9.0c

### 권장 사양
- Windows Vista (차후 DirectX 10 지원을 위해서)
- 3.0 GHz Intel 또는 동급의 AMD CPU 이상 (보다 나은 성능을 위해 듀얼코어가 강력히 권장된다.)
- 2GB RAM
- 10GB의 하드디스크 여유 공간
- 256MB 이상의 비디오 메모리 (DirectX 9의 버텍스 셰이더/픽셀 셰이더 2.0 지원, Nvidia GeForce 6800 이상)
- Cable/DSL 이상의 속도를 가진 인터넷 연결

슈프림 커맨더는 Windows Vista와 DirectX 10의 특별한 기능들을 살릴 수 있도록 디자인되었다. DirectX 9에서도 지원하고 있는 듀얼모니터 기능은 DirectX 10에서 더욱 향상된 기능을 제공할 것이다.
사용자는 그래픽의 세밀함(게임 내에서는 'Fidelity'라고 쓰임)을 조절할 수 있고, 게임 도중 실시간으로 게임 속도를 바꿀 수 있다. 멀티플레이 게임에서는 가장 사양이 낮은 컴퓨터가 따라올 수 있는 속도로 맞춰진다.

## 평가
| 평가 |                         |
| --- | ----------------------- |
| 통합 점수 통합사 점수 게임랭킹스 87% (PC) [ 1 ] 59% (X360) [ 2 ] 메타크리틱 86% (PC) [ 3 ] 56% (X360) [ 4 ] 평론 점수 평론사 점수 CVG 9/10 (PC) [ 5 ] 유로게이머 9/10 (PC) [ 6 ] 게임 인포머 9/10 (PC) 5.5/10 (X360) [ 7 ] 게임스팟 8.7/10 (PC) [ 8 ] 게임스파이 4.5/5 (PC) [ 9 ] 3/5 (X360) [ 10 ] IGN 9/10 (PC) [ 11 ] 4.5/10 (X360) [ 12 ] OXM (US) 8.0/10 GameDaily 9/10 (PC) [ 13 ] |                         |
| 통합 점수 |                         |
| 통합사 | 점수                    |
| 게임랭킹스 | 87% (PC) 59% (X360)     |
| 메타크리틱 | 86% (PC) 56% (X360)     |
| 평론 점수 |                         |
| 평론사 | 점수                    |
| CVG | 9/10 (PC)               |
| 유로게이머 | 9/10 (PC)               |
| 게임 인포머 | 9/10 (PC) 5.5/10 (X360) |
| 게임스팟 | 8.7/10 (PC)             |
| 게임스파이 | 4.5/5 (PC) 3/5 (X360)   |
| IGN | 9/10 (PC) 4.5/10 (X360) |
| OXM (US) | 8.0/10                  |
| GameDaily | 9/10 (PC)               |

### 커뮤니티 사이트
- Supreme Commander Universe
- Supreme Commander Source
- Replays, Strategies, Discussion - Game Replays
- SupCom RTSC-News, Media, Downloads, and more
- Supreme Commander HQ
- Wargrounds - a GameSpy Community site
- Supreme Commander Units Database
- Total A-RTS : 슈프림 커맨더 한국 팬사이트
- 60Frame.com : 게임조선 슈프림 커맨더 팬사이트

### 트레일러
- Supreme Commander E3 발표 영상
- 고해상도 트레일러
- 저해상도 트레일러
- GameTrailers.com에서 제공한 트레일러
- Showdown LAN Event 발표 영상